# Prostitucija u drevnom Rimu
Prostitucija je u antičkom Rimu bila dozvoljena i zakonita. U starom Rimu čak su i ljudi iz najviših slojeva mogli slobodno uživati u uslugama prostitutki oba pola, bez straha od moralnog prezira društva, pod uslovom da su iskazivali određeni stepen samokontrole i umerenosti u pogledu učestalosti i uživanja takvih seksualnih odnosa. Istovremeno, na same prostitutke gledalo se s dozom srama: većina njih bile su robinje ili oslobođenice, a ako su bile slobodne, bile su uvrštene među infames, tj. u klasu "sramotnih", koji se nalaze na samom dnu društvene lestvice i koji ne uživaju većinu mehanizama pravne zaštite kakva je pripadala rimskim građanima, a u koje su spadali i glumci i gladijatori, od kojih su svi, s druge strane, uživali određenu seksualnu privlačnost. Čini se da su u 4. veku nove ere, kad se Rimsko carstvo hristijanizovalo, neki bordeli predstavljali svojevrsne turističke atrakcije i da su se nalazili u vlasništvu države.
U rimskoj književnosti prostitutke se često spominju. Rimski istoričari, kao što su Tit Livije i Tacit, spominju neke prostitutke koje su stekle ugled svojim patriotskim, poštenim ili dobrotvornim postupcima. "Kolgerla" iz visokog društva (lat. meretrix) jedan je od tipskih likova u Plautovim komedijama, koje se nalaze pod snažnim uticajem grčke nove komedije. Fiktivni i satirični pogled na prostitutke nalazimo u pesmama Katula, Ovidija, Marcijala i Juvenala, kao i u Petronijevom Satirikonu. O stvarnom životu prostitutki saznaje se iz odredaba rimskog prava koje regulišu prostituciju, kao i iz natpisa, naročito onih pronađenih u Pompejima. Erotska umetnost u Pompejima i Herkulaneju u kućama za koje se pretpostavalja da su bili bordeli takođe je doprinela boljem poznavanju prostitucije u antičkom Rimu.

## Prostitutke
U latinskom jeziku bordel se zove lupenar, što doslovno znači "vučja jazbina", a prostitutka se najčešće naziva "vučicom" (lupa).
Premda su se prostitucijom bavili i žene i muškarci, u izvorima se nalazi mnogo više obaveštenja o ženskoj prostituciji. Muške prostitutke služile su kako žensku, tako i mušku klijentelu, pa tako, na primer, rimski pravnik Julije Paul (2–3. vek n.e.) kaže da mušku prostitutku može ubiti suprug koji ga zatekne u seksualnom činu s njegovom ženom. S druge strane, izvori ne spominju bilo kakve informacije, običaje i zakone koji bi se specijalno odnosili na mušku prostituciju, pa je ono što je važilo za žene u načelu važilo i za muškarce koji su se bavili tim zanatom.
Prostitutki je bilo mnogo i bilo ih je svuda; na primer, procenjuje se da je u Pompejima jedna osoba u njih stotinu (muškaraca, žena, dece) bila prostitutka. Prostitutka je mogla biti samostalna i unajmljivati sobu u kojoj je radila. Devojka (puella ili meretrix) mogla je živeti sa svodnicom (lena) ili se čak u prostituciju upustiti pod rukovodstvom vlastite majke, premda reč "majka" (mater) u antičkim izvorima ponekad predstavlja samo eufemizam za svodnicu (lena). Takva praksa ukazuje na to da su se za bavljenje prostitucijom često opredeljivale slobodno rođene žene koje su se nalazile u teškoj finansijskoj situaciji, i takve su prostitutke možda smatrane relativno uglednijim od ostalih. Druge prostitutke radile su u bordelu ili u nekoj krčmi, i to pod kontrolom svodnika (leno). Čini se da su većinu prostitutki činile robinje i bivše robinje. Svodnik je od devojke uzimao znatan deo prihoda, sigurno jednu trećinu, a možda i više. Premda su mnogobrojne prostitutke umrle u bedi i zaboravu, neke prostitutke-robinje uspele su uštedeti dovoljno novca da bi otkupile svoju slobodu, o čemu svedoče natpisi, kao i jedna od Prijapskih pesama, u slavu faličkog boga Prijapa:

Teletusa, čuvena među suburskim kurvama,

koja je, mislim, od svoje zarade stekla slobodu,

krunom pozlaćenom penis ti, sveti bože, ovenčava:

razvratnice to drže slikom najvišeg božanstva.

Prostitutke koje su opsluživale bogatu klijentelu iz rimske elite zvale su se hetere i nije ih bilo malo; učeni biograf Svetonije napisao je i jednu knjigu o znamenitim heterama, koja nije sačuvana, a u Kaligulinom životopisu priča o tome kako je ovaj car ustanovio bordel u svojoj palati:

I da ne bi propustio nijedan način sticanja novca, osnovao je bordel u palati, koji se sastojao od mnoštva malih i raskošno ukrašenih soba, u kojima su stajale ugledne i slobodne žene, i potom je razaslao glasnike po forumima i bazilikama da i stare i mlade pozovu da zadovolje svoju pohotu. Onima koji bi došli nudio je i novac na kredit, a imao je i ljude koji su zapisivali njihova imena, kao da su dali doprinos carevim prihodima.

Još ranije, u doba republike, rimski diktator Sula navodno se obogatio kad mu je jedna prostitutka u oporuci zaveštala svoju imovinu. Rimljani su smatrali da su i glumice i plesačice dostupne za seksualne usluge, uz nadoknadu, a kurtizane čija se imena navode u antičkim izvorima ponekad su se istovremeno bavile glumom i drugim izvođačkim veštinama. U Ciceronovo doba hetera Kitera bila je rado viđena gošća na gozbama koje su priređivali pripadnici najviših slojeva rimskog društva. Šarmantne, obrazovane i nadarene, takve su žene doprinele razvoju novog romantičnog ideala u odnosima između muškaraca i žena, kakav su Ovidije i drugi avgustovski pesnici artikulisali u svojim ljubavnim elegijama.

### Odevanje i ulepšavanje
Prostitutke su bile jedine žene u antičkom Rimu koje su nosile togu, formalnu odeću koja je inače bila rezervisana samo za muškarce, i to isključivo one s rimskim građanskim pravom. Postoje različita tumačenja ovog preskakanja granice između rodova. Neki naučnici ističu da zapravo postoji vrlo malo neposrednih dokaza o tome da su prostitutke mogle nositi togu i ističu da to, ako su i mogle, najverovatnije nisu činile, budući da su preferirale šarenu ili, pak, oskudnu odeću. Skupe hetere oblačile su kitnjaste odevne predmete od providne svile.
Neki odlomci kod rimskih pisaca, kako se čini, ukazuju na to da su se prostitutke nage izlagale i tako se reklamirale potencijalnim klijentima. Nagost se vezivala za ropstvo i ukazivala na to da je određena osoba doslovno lišena privatnosti i vlasništva nad svojim telom. U jednom odlomku Seneka Stariji kaže da je položaj prostitutke bio isti kao i položaj robinje koja je na prodaju:

Naga je stala na obalu, za zadovoljstvo kupca; svaki deo njenog tela bio je ispitan i dodirnut. Želite li čuti rezultat kupovine? Prodao ju je gusar, kupio svodnik, a ona nije dobila ništa. Odvedena je tamo, gde ti je najčasnije umreti".

Satiričar Juvenal opisuje kako se Mesalina, žena cara Klaudija, iskrada iz carske palate i pretvara se u prostitutku, koja stane ispred svoje sobice i zavodi mušterije:

........... Šta je

Klaudije im'o da guta: kad oseti mužić da spava,

zaključi careva ljuba da više joj ložnica dvorska

baš i ne prija; da tvrd joj je potreban krevet, pa klisnu

s dvora (s kapuljačom, s jednom tek služavkom, crnu joj kosu

prekriva perika plava); pravce u bordel! Kroz zastor

dronjavi suknu i tu je, sred zadaha vrućeg, na svome.

Ima i svoj separe s natpisom (poslovno ime):

VUČICA. Stoji već gola, nazlatila sise, a stomak ―

tebe što rodi, Britaniče, plemićka slavo ― taj stomak

istura; prima mušterije mazno, uz cenjkanje (red je).

S druge strane, latinski pridev nudus može značiti i "izložen" ili lišen gornjeg sloja odeće, a slike iz Pompeja i Herkulaneja prikazuju žene, za koje se misli da su prostitutke, kako nose rimsku verziju grudnjaka čak i u toku seksualnog čina.

### Zdravlje
Prostitutke su u antici, za razliku od današnjih, u pogledu zdravlja imale manje briga: HIV, dakako, nije postojao, a najverovatnije se nije znalo ni za sifilis; gonoreja je, pak, možda postojala, ali to se ne može sa sigurnošću utvrditi. Premda su postojale dve bolne venerične bolesti ― genitalni herpes i kondiloma ― rimske su prostitutke u načelu svoj posao mogle obavljati bez straha od smrtonosnih bolesti koje se prenose seksualnim odnosom. S druge strane, fizičko zlostavljanje prostitutki od strane mušterija predstavljalo je uobičajenu pojavu, a preterani seks dovodio je do vaginalnih i analnih povreda i oštećenja.

## Prisilna prostitucija
Prisilna je prostitucija obuhvatala robove i robinje, uključujući dečake i devojčice, a potom i slobodne žene koje bi zapale u tešku finansijsku situaciju, što se nije događalo tako retko, i koje bi se pod pritiskom porodice upustile u prostituciju. Većina prostitutki bile su robinje ili oslobođenice, pa je teško utvrditi kvantitativan odnos između dobrovoljne i prisilne prostitucije. Budući da su, prema rimskim zakonima, robovi smatrani svojinom, vlasnik ih je mogao upotrebiti kao prostitutke. Valerije Maksim, rimski istoričar iz 1. veka nove ere, prenosi jednu priču sa složenom seksualnom pshilogijom, gde je jednog oslobođenika njegov vlasnik, dok mu je ovaj kao dečak još bio rob, primoravao da se prostituiše, a potom taj oslobođenik ubije svoju vlastitu kćerku kad se ona upustila u taj isti zanat. Jedan od standardnih motiva u romantičnim pričama jeste devojka koju su oteli pirati ili razbojnici i potom je prodali u ropstvo. U Apulejevom Zlatnom magarcu devojku Haritu iz jedne ugledne provincijske porodice otmu razbojnici i potom je planiraju usmrtiti, no jedan od njih (koji je zapravo Haritin prerušeni ljubavnik) savetuje im nešto drugo:

Recimo da ovu devojku ostavite da umre u magarcu, istina je da ćete svoj gnev iskaliti na njoj, ali od toga neće imati nikakve koristi. Zato ja mislim da je odvedemo u neku varoš i da je tamo prodamo. Za ovakvu mladost može da se uzme prilična para. Ja već znam neke trgovce belim robljem od kojih će jedan, mislim, s obzirom na njeno poreklo, dati za nju priličnu sumu talenata, da bi je odveo u javnu kuću odakle neće moći lako da pobegne. Kad bude odvedena da služi u javnoj kući, vaša će osveta biti ispunjena.

Premda se silovanje smatralo zločinom, u slučaju silovanja robinje (ili roba) zakon je predviđao kazne samo "ako je došlo do oštećenja dobara", jer zakon nije priznavao roba kao osobu. Svrha kazne bila je da se vlasnik obešteti za "štetu" koja je naneta njegovoj imovini. Budući da je robinja po rimskom zakonu bila imovina, nije se smatralo zločinom ako je vlasnik prisili na prostituciju. Pre Septimija Severa žene koje bi se upustile u čin koji im je donosio sramotu (infamia) dok su bile robinje tu su sramotu trpele i nakon što bi bile oslobođene. Ponekad su trgovci, kad bi prodavali robinju, u kupoprodajni ugovor uključivali klauzulu ne serva kako bi sprečili novog vlasnika da je prisiljava na bavljenje prostitucijom; ta je klauzula značila da, ako bi novi vlasnik ili neki budući vlasnik tu robinju primorao na prostituciju, ona bi postajala slobodna.
Ima nekih pokazatelja da su robovi koji su se bavili prostitucijom mogli profitirati od tog posla; u načelu, robovi su mogli zarađivati vlastiti novac radeći poslove kojima su bili vični ili dobijajući deo profita od posla koji su vodili u ime svog vlasnika.
Jedan zakon donet u vreme cara Avgusta predviđao je da se žene osuđene za preljubu mogu kazniti tako što će ih se primorati na rad u bordelima. Taj je zakon ukinut tek 389. g. nove ere.

## Propisi o prostituciji
Prostitucija je bila zakonita i nekažnjiva, a seksualni čin s protitutkom nije se smatrao preljubom; nezakonitim seksualnim činom (stuprum) smatrao se samo seks s udatom ženom ili udovicom, koji bi, u slučaju rađanja potomka iz takve veze, mogao rezultirati problemima u određivanju naslednika. Ipak, prema Avgustovim zakonima, prostitutke su bile probrosae, odnosno nisu se smele udati za rimskog građanina, a prema pretorskom ediktu, na njih se primenjivala infamia, što je, između ostalog, značilo da nisu mogle sastavljati svoje oporuke ni primati nasledstvo koje bi im drugi ostavio u svojoj oporuci. S druge strane, većina ovakvih zakonskih ograničenja u praksi je najčešće bila ignorisana i rimski su zakoni, u načelu, "ostavljali prostitutke na miru".
Država je donekle regulisala prostituciju, ne toliko iz nekih moralnih razloga koliko da bi ubirala profit od tog posla. Prema nekim ispitivačima, prostitutke su se morale regisitrovati kod edila, dok drugi naučnici postojanje takve obaveze dovode u sumnju, budući da državi nije bilo stalo zavoditi bilo kakvu vrstu kontrole nad tom delatnošću. U Plautovom Malom Kartaginjanu opisuje se kako su dve devojke planirale da promene svoja imena i zatim se odaju prostituciji.
Kaligula je uveo prostitutkama obavezu da državi plaćaju redovni porez (vectigal ex capturis):

Uveo je nove i dotad nečuvene poreze [...] Od prostitutki je uzimao onoliko koliko bi ona zaradila od jednog susreta. U zakonu je bio i član po kome su porezu podlegali i oni koji su se bavili prostitucijom i oni koji su se bavili svodništvom, a ni brak nije bio izuzet.

Taj je zakon postojao još u doba Aleksandra Severa, ali je ovaj car prihod od "poreza za svodnike i kurve" (lenonum vectigal et meretricum) usmerio na održavanje javnih objekata, kako se njime ne bi kontaminirala državna riznica. Taj je porez ukinut tek za vreme vladavine Teodosija II, no za njegovo je ukidanje najzaslužniji bio bogati patricij Florencije (Florentius), koji je pred carem oštro kritikovao tu praksu i tako joj se snažno suprotstavljao, da je odlučio dati državi i deo vlastite imovine da bi nadoknadio deficit koji je nastao nakon ukidanja tog poreza.

## Bordeli
O bordelima u starom Rimu saznaje se iz pisanih izvora, tzv. regionara (popisa objekata u gradskim regionima Rima) i arheoloških nalaza u Pompejima. Bordel se u antičkom Rimu obično zvao lupanar ili lupanarium ("vučja jazbina"), a termin za prostituku bio je lupa ("vučica"). Drugi česti izraz za bordel jeste fornix, čije je osnovno značenje "svod" ili "nadsvođeni ulaz", pa se počeo koristiti i da označi podrumske prostorije u kojima su radile prostitutke. Budući da vlasti nisu bile zainteresovane za uvođenje neke kontrole nad prostitucijom (osim porezne), u Rimu i drugim gradovima nisu postojale posebne četvrti u kojima bi bordeli bili koncentrisani, pa su se usluge prostitutki mogle naći u raznim delovima grada. Prema sačuvanim regionarima, veći broj bordela (lupanaria) nalazio se u drugom okrugu (Regio II), kod brežuljka Celija, naročito u Suburi, koja se nalazila uz gradske zidine i ležala u dolini Karini između Celija i Eskvilina. U tom se okrugu nalazila i Velika pijaca (macellum magnum), uz mnoge krčme, tezge, berbernice, kancelariju državnog dželata i kasarnu u kojoj su živeli strani vojnici smešteni u Rimu. Drugi okrug bio je jedan od najprometnijih i najgušće naseljenih okruga u celom gradu te je stoga predstavljao idealnu lokaciju za vlasnika bordela ili svodnika. Iznajmljivanje prostora za bordel predstavljalo je legitiman izvor prihoda.
U izvorima se opisuje da su bordeli vrlo prljavi, da vonjaju po karakterističnim mirisima koji se zadržavaju u skučenim i slabo provetrenim prostorijama, kao i po dimu iz lampi, što primećuje Seneka Stariji: "još smrdi na čađ iz bordela".
Na temelju onoga što se doznaje iz literarnih izvora i proučavanja Lupanara u Pompejima, jedinog puzdano identifikovanog bordela, može se nešto zaključiti o izgledu javne kuće. S ulice se ulazilo u neku vrstu odaje za prijem, a unutra su se prostitutke šetale oskudno odevene ili sasvim nage, kako bi ih mušterije mogle razgledati i ispitati, dok su druge sedele ili ležale; svaka je imala jednu malu sobu s ležajem od drveta ili kamena; za svaku je, bilo u prijemnoj odaji bilo iznad vrata njene sobice, bilo naznačeno koja je njena "specijalnost" u seksu, a možda i koliko košta; na ulazu u sobicu u najboljem je slučaju stajao platneni zastor, a često nije bilo ničega ― Rimljani, čini se, nisu pokazivali naročitu brigu za očuvanje privatnosti u bordelima. U Petronijevom Satirikonu nalazi se kraći opis jednog takvog bordela; Enkolpije je izgubio svog ljubavnika Ascilta te, umoran od potrage za njim, jednu staricu koja na ulici prodaje povrće upita: "Molim te, bakice, znaš li možda gde stanujem?" Ova odgovori da zna, ali onda ga odvede u bordel:

I u istome trenutku spazim neke prostitutke: krišom se šeću posve gole između sobica, a na vratima vise natpisi s imenima i cijenom. Tek tada shvatim da me baba zapravo dovela u javnu kuću; ali bilo je već prekasno. Zato prokunem babu i njezinu podvalu, zastrem glavu ogrtačem i zaletim se kroz kurvinjak na drugi kraj. Kadli već na samom ulazu zamalo da se ne sudarim s Asciltom. Bio je klonuo, baš kao i ja, i samo što ne skapa. Čovjek bi rekao da ga je nasamarila ista ona baba. I tako ga smijući se pozdravim i upitam što zapravo radi u toj odvratnoj jazbini. "Eh, da znaš samo što mi se dogodilo", reče on i otre rukama znoj. "Odakle bih znao?", odvratim ja. "Lutao sam", počne on sav iznemogao, "po čitavu gradu i nikako da se sjetim u kojem se zapravo dijelu grada nalazi naša krčma. Na kraju mi priđe neki ozbiljan gospodin i ljubazno se ponudi da će mi on pokazati put. Zatim me taj vucarao po nekim uličicama, nikad čuo ni vidio, dok me na kraju nije doveo u ovu rupu. I onda ― ponudi mi novac i moli me da pristanem s njime na jedan fuk. Već je neka kurva pobrala lovu za svoju sobu, već me on počeo drpati, i da nisam bio jači od njega, sto posto bih nadrapao.

Neki su bordeli nastojati privući ugledniju klijentelu. Upošljavali su frizere, da devojkama poprave frizuru koja bi se raspala tokom stalnih seksualnih odnosa, kao i dečake s vodom (aquarioli), koji su čekali kod vrata s posudama za pranje.
Postojale su, izgleda, dve vrste javnih kuća; jedna je bio bordel koji je posedovao i njime upravljao svodnik (leno) ili svodnica (lena), a druga je bio bordel gde je svodnik samo iznajmljivao sobe i starao se o nabavci potrepština za unajmljivače. U prvoj vrsti vlasnik je zapošljavao "nadzornika devojaka" (villicus puellarum), koji je svakoj devojci dodeljivao njeno "umetničko" ime, utvrđivao joj cenovnik, primao novac od mušterija i devojkama nabavljao odeću i druge potrepštine. Nadzornik je bio dužan i da vodi računa o tome koliko je svaka devojka zaradila: "daj mi svodnikove račune: skupljam zaradu".
Zidne slike u bordelu takođe su bile u funkciji samog objekta. Iznad vrata svake sobice nalazila se ploča (titulus) s imenom prostitutke i njenom cenom; na drugoj strani ploče bio je natpis occupata (= "zauzeta"), i ta se strana okretala prema vani kad je devojka bila uposlena s nekim klijentom. Plaut možda opisuje skromniju kuću kad kaže: "na vratima mora napisati da je zauzeta". Unutar prostorije obično se nalazila lampa od bronze ili, u neuglednijim bordelima, od gline, te neka vrsta prostirke ili poljskog kreveta, prekrivenog pokrivačem, koji je ponekad mogao poslužiti i kao zastor. Cene zabeležene na natpisima u Pompejima kreću se od 2 do 20 asa, pri čemu je as bio bronzani ili bakarni novčić relativno male vrednosti.

### Druge lokacije
Prostitutke i one koje su to htele postati rado su se okupljale i pod lukovima cirka. Ta udubljenja u arkadama zvala su se fornices, odakle potiče i reč "fornikacija". Istaknutu ulogu u životu nižih slojeva rimskog društva imale su i gostionice, konobe, pansioni, krčme, javna kupatila, pozorišta, pekare, mlinovi i slične ustanove. Magistrati su na krčme u načelu gledali kao na bordele, a konobarice u krčmama u očima su zakona i bile izjednačene s prostitutkama. Pesma Krčmarica jasno pokazuje da je i vlasnica krčme imala više mogućnosti za zaradu. Premda se nastojala povući jasna razlika između vlasnice krčme i konobarica, jedan natpis iz Pompeja govori da se ta razlika nije uvek poštovala: "Jebao sam krčmaricu" (Futui coponam). Horacije, opisujući put u Brundizij, opisuje šta je sve mogao doživeti s konobaricom u jednoj konobi, premda je propustio priliku:

Ovde kao budala lažljivu čekam devojku

sve do pola noći, napokon san me svlada

dok o ljubavi razmišljam; pohotni snovi mi tada

haljinu noćnu uflekaju i trbuh celi.

Jedan natpis pronađen u gradu Eserniji (Aesernia) u središnjoj Italiji slikovito govori o gostoljubivosti takvih pansiona. Radi se o razgovoru između jedne gostioničarke i njenog gosta:

"Gostioničarko, donesi mi račun!"

"Imao si sekstarij vina, hleba za jedan as i jela za dva asa".

"Tako je."

"Imao si i devojku za osam asa".

"I to je tačno".

"I seno za tvoju mazgu staje dva asa".

"Ta će me mazga uništiti".

Kakve su mlinove znali osnivati mlinari pokazuje jedan odlomak Pavla Đakona:

Kako je vreme prolazilo, njihovi su vlasnici javne mlinove pretvorili u opasne varke. Naime, kako su žrvnji bili učvršćeni na određenim mestima pod zemljom, postavili su kabine sa obe strane tih odaja i u njima smestili prostitutke za unajmljivanje, i tako su prevarili mnoge ljude, od kojih su neki dolazili po hleb, a drugi su žurili tamo da bi zadovoljili svoje najniže porive.

Iz jednog Festovog odlomka moglo bi se zaključiti da je ta praksa počela prvo u Kampaniji: "prostitutke su se zvale aelicariae, tj. devojke iz mlinova za pir (= krupnik), u Kampaniji, budući da su imale običaj nuditi se za nahnadu ispred mlinova za pir".

## Prostitucija i religija
Prostituke su učestvovale u nekoliko religijskih obreda koji su se održavali u Rimu, naročito u mesecu aprilu. Dana 1. aprila žene su slavile Fortunu Virilis ("Mušku Sudbinu") tokom praznika Veneralija, koji se održavao u čast boginje Venere. Prema Ovidiju, prostitutke su tom prilikom zajedno s udatim ženama (matronama) učestvovale u obredu čišćenja i oblačenja kultne statue Fortune Virilis. Granica između uglednih žena i onih "sramotnih" (infames) obično je bila pažljivo povučena: kad je ulicom prolazila neka sveštenica, pomoćnici su joj s puta sklanjali prostitutke i druge "nečiste" osobe.
Svakog 23. aprila prostitutke su prinosile žrtve u hramu Venere Ericine, koji je bio posvećen tog dana 181. p. n. e. kao drugi hram koji je u Rimu podignut Veneri Ericini (tj. Veneri iz Eriksa), koja se dovodila u vezu s prostitutkama. Istog dana održavao se festival vina pod imenom Vinalije. Dan "svodnikovih dečaka" (pueri lenonii) obeležavao se 25. aprila, a na isti su dan svetkovane i Robigalije, drevna zemljoradnička svetkovina koja se slavila u cilju zaštite useva.
Dana 27. aprila priređivane su Floralije u čast boginje Flore, koje su prvi put održane oko 238. p. n. e., i tokom koje su žene označene kao prostitutke plesale erotske plesove i izvodile striptiz. Prema hrišćanskom piscu Laktanciju, "osim slobode govora koja prouzrokuje svakakve prostote, prostitutke, na navaljivanje rulje, skidaju svoju odeću i glume kao u mimu naočigled svetine i nastavljaju s tim sve dok se sramotna publika sasvim ne zadovolji, držeći im pažnju svojim vrckavim zadnjicama". I Juvenal spominje da su prostitutke plesale nage, a možda nagoveštava i da su učestvovale u gladijatorskim borbama":

A tek kad nabace purpur-trenerku i fitnes-pomadu... 

Grdne će primiti rane taj kolac u zemlju poboden: 

dubi ga drvenim mačem i maklja ga štitom, a zahvat

redom ispunjava svaki ― to gospođa vežba figure: 

mora da bude u formi kad truba floralijska svirne; 

ili to atletsko srce za pravom arenom baš žudi?

## Literatura
- Blanshard, Alastair J. L. (2010), Sex: Vice and Love from Antiquity to Modernity, Wiley-Blackwell
- Bujuklić, Žika (2010). FORUM ROMANUM: Rimska država, pravo, religija i mitovi. Beograd: Pravni fakultet Univerziteta u Beogradu.
- Culham, Phyllis (2004), Women in the Roman Republic, The Cambridge Companion to the Roman Republic, Cambridge University Press
- Dillon, Mathew; Garland, Lynda (2005), Ancient Rome: From the Early Republic to the Assassination of Julius Caesar, Taylor & Francis, ISBN 9780415224598
- Edwards, Catharine (1997), Unspeakable Professions: Public Performance and Prostitution in Ancient Rome, Princeton University Press, ISBN 9780691011783
- Frank, R. I. (1982). „Augustan Elegy and Catonism”. Aufstieg und Niedergang der römischen Welt. II (30.1).
- Harries, Jill (2013).  Kelly, Christopher, ур. Men without Women: Theodosius' consistory and the business of government. Theodosius II: Rethinking the Roman Empire in Late Antiquity. Cambridge University Press. ISBN 9781107038585.
- Joksimović, Milena Z. (2015). Terminologija preljube u Vulgati i njen društveni, istorijski i kulturni kontekst. Beograd: Filozofski fakultet Univerziteta u Beogradu.
- Kalinić, Antun Branko (1986), Petronije Arbiter: Satirikon ili Vragolaste pripovijesti, Grafički zavod Hrvatske
- Knapp, Robert (2013). Invisible Romans. Prostitutes, outlaws, slaves, gladiators, ordinary men and women... the Romans that history forgot. London: Profile Books.
- Lewis, Charlton T.; Short, Charles (1879), A Latin Dictionary, Oxford: Clarendon Press
- Mazzoni, Catharine (2010), She-wolf : the story of a Roman icon, Cambridge: Cambridge University Press, ISBN 978-0-521-19456-3
- McGinn, Thomas A. (1998), Prostitution, Sexuality and the Law in Ancient Rome, Oxford University Press
- McGinn, Thomas A. (2004), The Economy of Prostitution in the Roman World: A Study of Social History and the Brothel, University of Michigan Press, ISBN 978-0472113620
- Mesihović, Salmedin (2015). ORBIS ROMANVS: Udžbenik za historiju klasične rimske civilizacije. Sarajevo: Autorsko izdanje.
- Pakiž, Marjanca (1998), Decim Junije Juvenal: Šesta satira, Novi Sad: University of Michigan Press
- Richlin, Amy (1993). „Not before Homosexuality: The Materiality of the Cinaedus and the Roman Law against Love between Men”. Journal of the History of Sexuality. 3 (4): 523—573. JSTOR 3704392.
- Peck, Harry Thurston (1898), „Meretrix”, Harpers Dictionary of Classical Antiquities, New York: Harper and Brothers
- Smith, William (1890), „Aquarii”, Dictionary of Greek and Roman Antiquities, London, Архивирано из оригинала 13. 12. 2010. г., Приступљено 25. 03. 2018
- Vilhar, Albin (1991), Apulej: Zlatni magarac, Beograd: Dereta, 86-81283-42-1
- Williams, Craig A. (1999), Roman Homosexuality, Oxford University Press
- Wiseman, Timothy Peter (2004), The Myths of Rome, University of Exeter Press